# جيسيكا بارتون
جيسيكا بارتون (بالإنجليزية: Jessica Barton)‏ هي عارضة وممثلة أمريكية، ولدت في 28 مايو 1983 في أدايرسفيل في الولايات المتحدة.

## وصلات خارجية
- جيسيكا بارتون على موقع IMDb (الإنجليزية)
- جيسيكا بارتون على موقع قاعدة بيانات الفيلم (الإنجليزية)